# 토니 주트
토니 로버트 주트(영어: Tony Robert Judt 토니 로버트 젓[*], FBA, 1948년 1월 2일 ~ 2010년 8월 6일)은 영국의 역사학자이자 수필가이다. 케임브리지 대학교와 파리 고등사범학교에서 배웠고, 뉴욕 대학교의 교수로 재직하였다. 저서 중에는 특히 근대 유럽사를 정리한 《포스트워 1945-2005》가 알려져 있으며, 이외에 《지식인의 책임》, 《더 나은 삶을 상상하라》, 《20세기를 생각한다》 가 있다. 2010년 근위축성 측색 경화증으로 타계했다.

## 저서
- 지식인의 책임 (The Burden of Responsibility: Blum, Camus, Aron, and the French Twentieth Century, 1998)
- 포스트워 1945-2005 (Postwar: A History of Europe Since 1945, 2005).
- 더 나은 삶을 상상하라 (Ill Fares the Land, 2010).
- 기억의 집 (The Memory Chalet, 2010).
- 20세기를 생각한다 (Thinking the Twentieth Century, 2012)

## 같이 보기
- 에릭 홉스봄
- 레몽 아롱